# Hanna Neumann
Hanna Neumann (Lankwitz, 12 de febrero de 1914 - Otawa, 14 de noviembre de 1971), de soltera Hanna von Caemmerer, fue una matemática alemana, coautora de la llamada Extensión HNN y de una conjetura que lleva su nombre.

## Biografía
Nació en Lankwitz, pueblecito hoy anexado a Berlín (Alemania). En 1932, se matriculó en la Universidad de Berlín para estudiar matemáticas y durante el primer año conocería al que sería su futuro marido, el también matemático Bernhard Neumann. Sin embargo, su relación se vio truncada con el ascenso del nazismo. Bernhard era judío y marchó de Alemania para poder seguir estudiando en la Universidad de Cambridge (Reino Unido). Hanna, entonces, se involucró en grupos que luchaban contra la destrucción de la obra académica judía; lo que le acarreó problemas laborales y económicos.
Terminó sus estudios en 1931 y comenzó su tesis en la Universidad de Gotinga, pero dos años después, emigró a Inglaterra para reunirse con Bernhard con el que había seguido mantenido contacto por vía epistolar. Se casaron un año después en Cardiff (1938).
El matrimonio de matemáticos se trasladó a Oxford, donde Hanna continuó su tesis en teoría de grupos, bajo la dirección de la algebrista Olga Taussky-Todd, doctorándose en 1944. En 1940, obtienen la nacionalidad británica y puede dar clases en la universidad. En 1963, el matrimonio marcha a Australia, donde ambos obtienen plaza como profesores titulares en la Universidad Nacional Australiana.
Hanna Neumann enunció su conjetura en teoría de grupos en 1957, siendo comprobada de manera independiente por Joel Friedman e Igor Mineyev en 2011.
Murió en Otawa de una aneurisma cerebral en 1973, adonde se había trasladado para pronunciar una serie de conferencias.
Dirigió 10 tesis doctorales y fue madre del también matemático Peter Michael Neumann.
Su obra más conocida es Varieties of Groups, publicada en 1967. Recibió numerosas membresías honoríficas australianas.

## Enlaces
- Australian Dictionary of biography
- Divulgamat (enlace roto disponible en Internet Archive; véase el historial, la primera versión y la última).